# St. Clair (Minnesota)
St. Clair – miasto w Stanach Zjednoczonych, w stanie Minnesota, w hrabstwie Blue Earth.